# Bludov (Boemia centrale)
Bludov è un comune della Repubblica Ceca facente parte del distretto di Kutná Hora, in Boemia Centrale.